# Cozzano
Cozzano (korsisch Cuzzà) ist eine Gemeinde mit 281 Einwohnern (Stand 1. Januar 2022) im französischen Département Corse-du-Sud auf der Mittelmeerinsel Korsika. Sie gehört zum Arrondissement Ajaccio und zum Kanton Taravo-Ornano. Die Bewohner nennen sich Cozzanais und Cozzanaises.
Sie grenzt im Norden an Palneca, im Nordosten an Serra-di-Fiumorbo (Berührungspunkt), im Südosten an Chisa, im Süden an Zicavo und im Westen an Ciamannacce. Das Siedlungsgebiet liegt im korsischen Gebirge auf ungefähr 700 Metern über dem Meeresspiegel.

## Bevölkerungsentwicklung
| Jahr      | 1962 | 1968 | 1975 | 1982 | 1990 | 1999 | 2008 | 2012 | 2020 |
| --------- | ---- | ---- | ---- | ---- | ---- | ---- | ---- | ---- | ---- |
| Einwohner | 485  | 476  | 414  | 319  | 283  | 242  | 259  | 282  | 278  |

## Sehenswürdigkeiten
- Pfarrkirche Notre-Dame-de-l’Assomption, 1884 erbaut an der Stelle eines zerfallenen Vorgängerbaus
- Ruine der Kapelle San Cesario, Caesarius von Terracina gewidmet

## Persönlichkeiten
- Simon Renucci (* 29. März 1945 in Cozzano) ist ein französischer Politiker
- Félix Ciccolini (* 2. Oktober 1916 in Cozzano; † 1. Mai 2010 in Ajaccio) war ein französischer Politiker